# بحر كارا

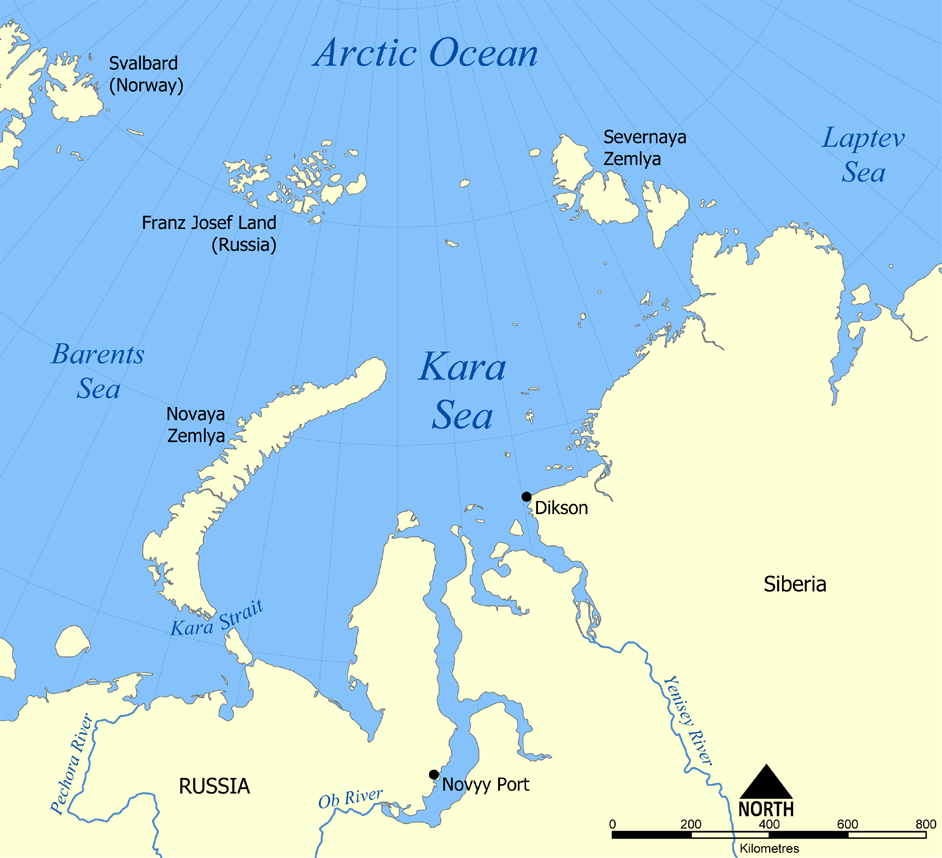
خريطة تظهر موقع بحر كارا

بحر كارا (بالروسية Ка́рское мо́ре) هو بحر متفرع من المحيط المتجمد الشمالي في شمال سيبيريا، يفصله عن بحر بارنتس من جهة الغرب كل من مضيق كارا ونوفايا زيمليا، ويفصله عن بحر لابتف من جهة الشرق أرخبيل سيفيرنايا زيمليا، تمت تسميته على اسم نهر كارا (الذي يتدفق إلى خليج بايداراتسكايا) والذي لعب دورًا مهمًا في الغزو الروسي لشمال سيبيريا.
يبلغ طول بحر كارا حوالي 1450 كم (900 ميل) وعرضه 970 كم (600 ميل) مع مساحة حوالي 880,000 كم 2 (339,770 ميل مربع) وعمق متوسط يبلغ 110 مترًا (360 قدمًا). أهم المرافئ الرئيسية التي تطل على هذا البحر هي مرفأ نوفي [الإنجليزية]، ودكسون [الإنجليزية] وهي إحدى المواقع المهمة للصيد بالرغم من أن البحر مغطى بالثلوج طيلة العام عدا شهرين في السنة.
اكتشفت فيه كميات هائلة من البترول والغاز الطبيعي وتحديدا في حقل شرق برينوفوزيميلسكي الذي هو امتداد لحوض النفط غرب سيبيريا ولكن لم يتم إستغلاله بعد. في عام 2014 ، أسفرت العقوبات التي فرضتها الحكومة الأمريكية عن قيام شركة إكسون بوقف عمليات استكشاف وتطوير حقول النفط والغاز في بحر كارا.